# Okres Radziejów
Okres Radziejów (polsky Powiat radziejowski) je okres v polském Kujavsko-pomořském vojvodství. Rozlohu má 607 km² a v roce 2020 zde žilo 40 025 obyvatel. Sídlem správy okresu je město Radziejów.

## Gminy
Městská:
- Radziejów

Městsko-vesnická:
- Piotrków Kujawski

Vesnické:
- Bytoń
- Dobre
- Osięciny
- Radziejów
- Topólka

## Města
- Piotrków Kujawski
- Radziejów

## Sousední okresy
| Růžice kompasu | Aleksandrów, Włocławek | Aleksandrów     | Aleksandrów, Włocławek | Růžice kompasu |
| Růžice kompasu | Inowrocław             | Sever           | Włocławek              | Růžice kompasu |
| Růžice kompasu | Inowrocław             | Okres Radziejów | Włocławek              | Růžice kompasu |
| Růžice kompasu | Inowrocław             | Jih             | Włocławek              | Růžice kompasu |
| Růžice kompasu | Konin                  | Konin           | Koło                   | Růžice kompasu |